# Columna (filme)
Columna é um filme de drama romeno de 1968 dirigido e escrito por Mircea Drăgan e Titus Popovici. Foi selecionado como representante da Romênia à edição do Oscar 1969, organizada pela Academia de Artes e Ciências Cinematográficas.

## Elenco
- Richard Johnson - Tiberius
- Antonella Lualdi - Andrada
- Ilarion Ciobanu - Gerula
- Amedeo Nazzari - Emperor Trajan
- Ștefan Ciubotărașu - Ciungu
- Florin Piersic - Sabinus
- Amza Pellea - Decebalus
- Sidonia Manolache - Zia
- Emil Botta
- Franco Interlenghi
- Mircea Albulescu
- Gheorghe Dinică - Bastus